# Råsjön, Östergötland
Råsjön är en sjö i Norrköpings kommun i Östergötland och ingår i Kilaån-Motala ströms kustområde. Sjön har en area på 0,201 kvadratkilometer och ligger 94,3 meter över havet.

## Delavrinningsområde
Råsjön ingår i det delavrinningsområde (650750-152283) som SMHI kallar för Utloppet av Nedre Glottern. Medelhöjden är 97 meter över havet och ytan är 9,9 kvadratkilometer. Det finns ett avrinningsområde uppströms, och räknas det in blir den ackumulerade arean 29,66 kvadratkilometer. Avrinningsområdets utflöde Torshagsån mynnar i havet. Avrinningsområdet består mestadels av skog (68 procent). Avrinningsområdet har 2,43 kvadratkilometer vattenytor vilket ger det en sjöprocent på 24,5 procent. Bebyggelsen i området täcker en yta av 0,36 kvadratkilometer eller 4 procent av avrinningsområdet.